# Église Saint-Julien d'Axiat
Pour les articles homonymes, voir Église Saint-Julien.
L'église Saint-Julien d'Axiat est une église romane située à Axiat, dans le département de l'Ariège, en France.

## Localisation
Dans le massif de Tabe, on accède au village par la route départementale 20 dite route des corniches, L'église est au sud-est du village en surplomb de l'ancien canal des moulins à 884 m d'altitude.

## Historique
Le 25 janvier 1075, le comte de Foix Roger II (1067-1124) fait donation de l’église à l’abbaye de Cluny.
L'édifice est classé au titre des monuments historiques en 1907.

## Description
C'est une église romane remarquable à simple nef avec trois absides et un clocher carré doté de deux rangées d'arcatures sur chaque face.

## Galerie

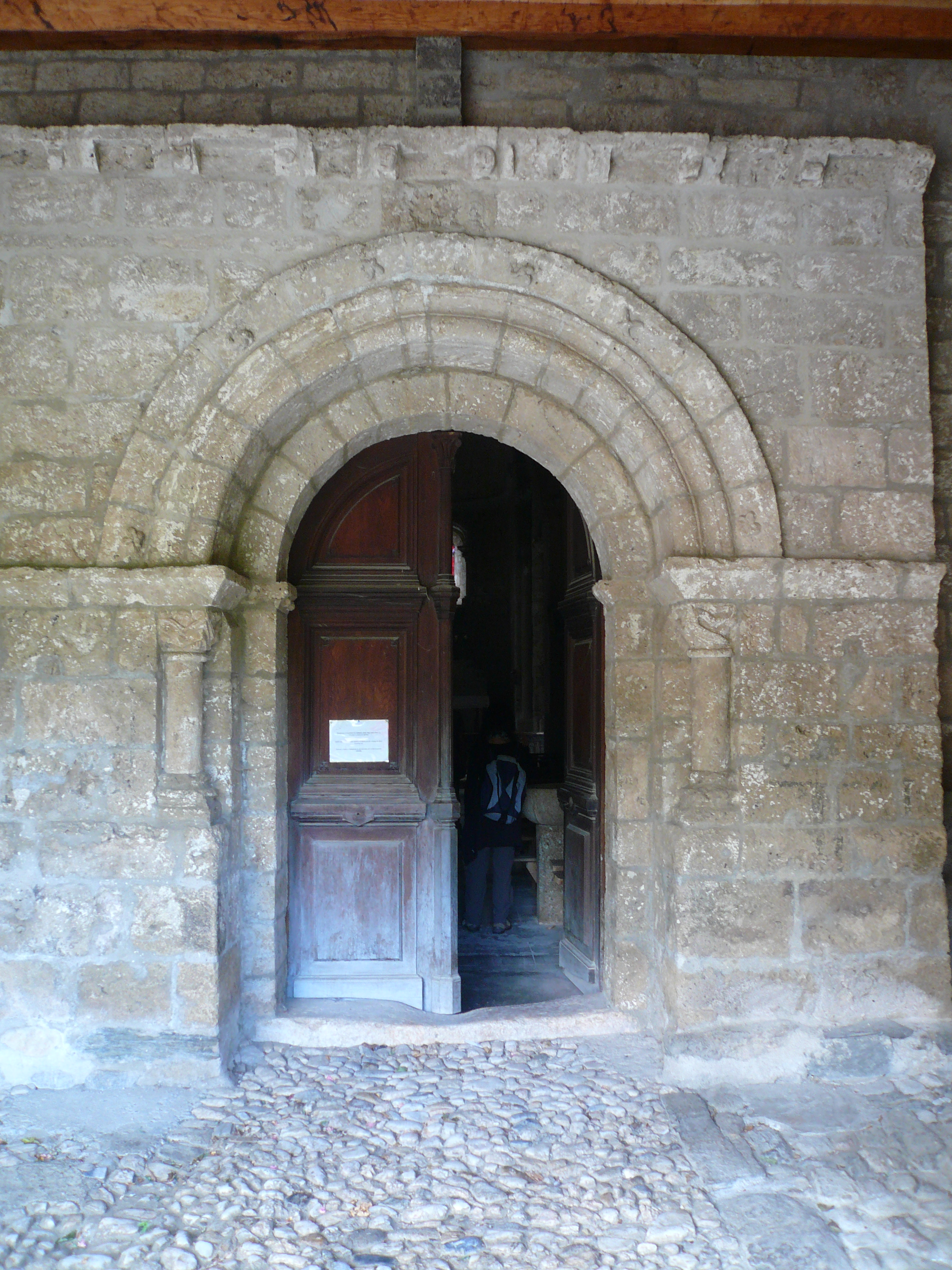
Le portail occidental roman de l'église.
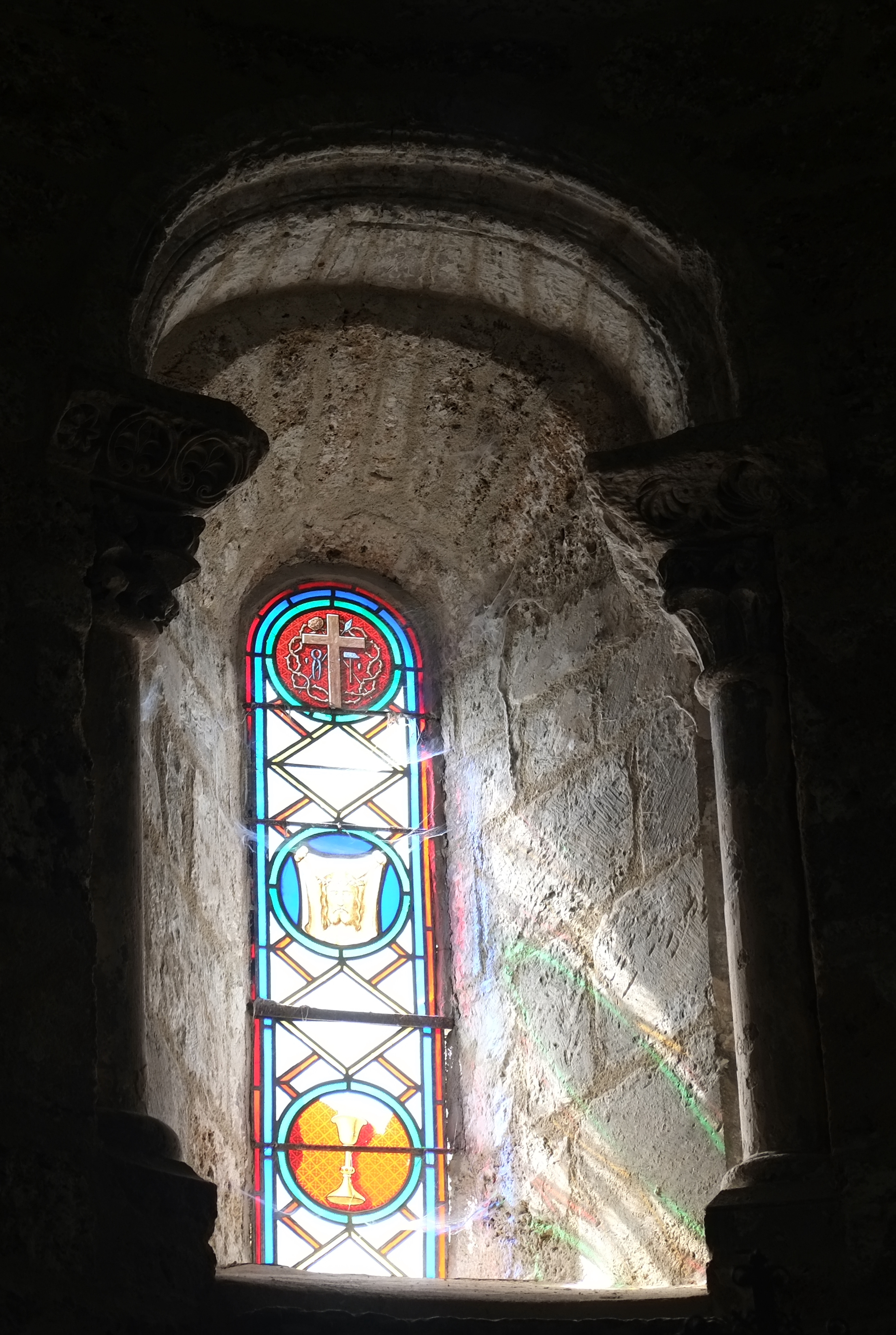
Sur ce vitrail sont représentés 3 éléments, de bas en haut : on calice, le visage de Jésus Christ sur un saint-suaire, les instruments de la passion.
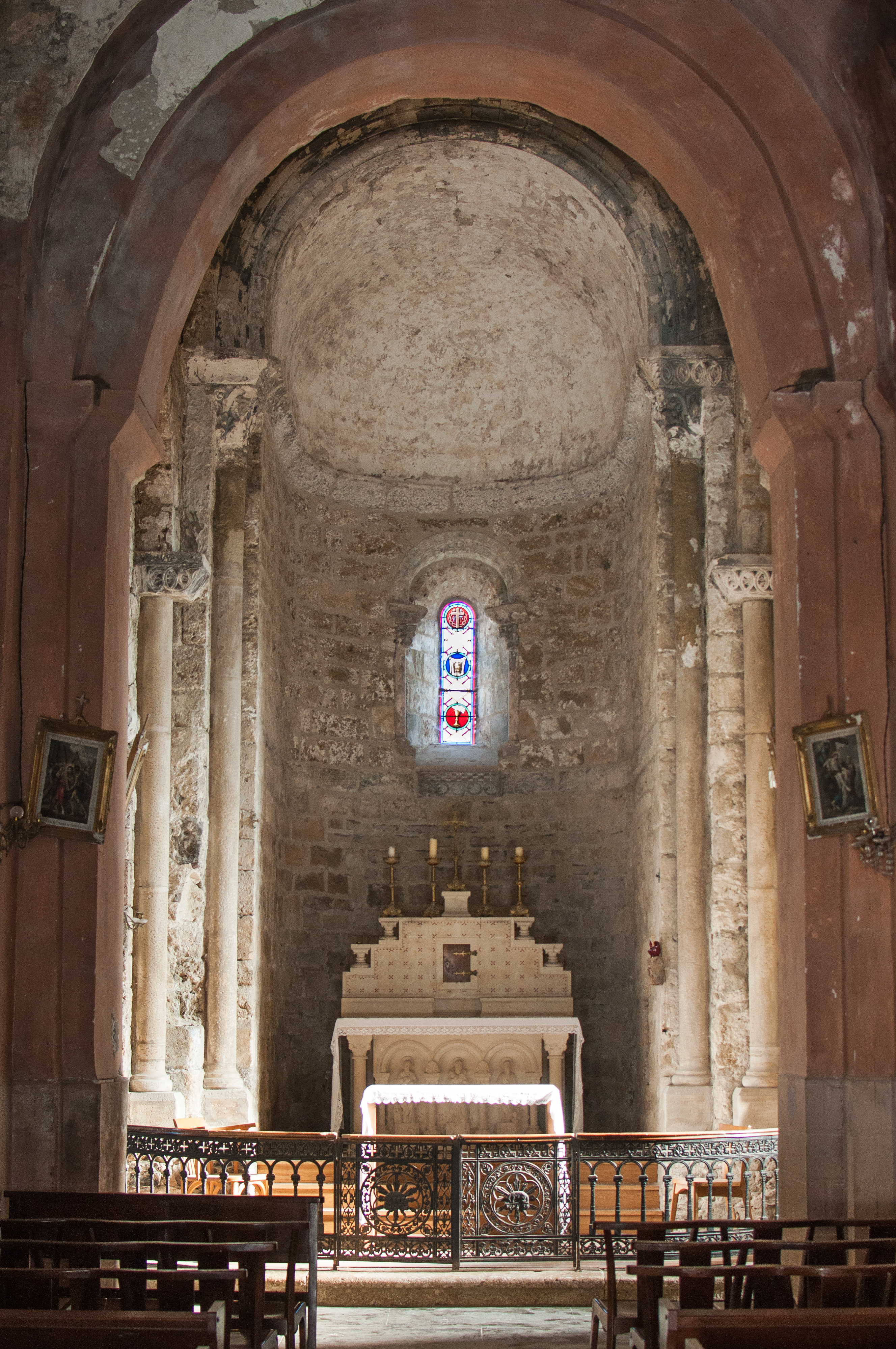
Le chœur.
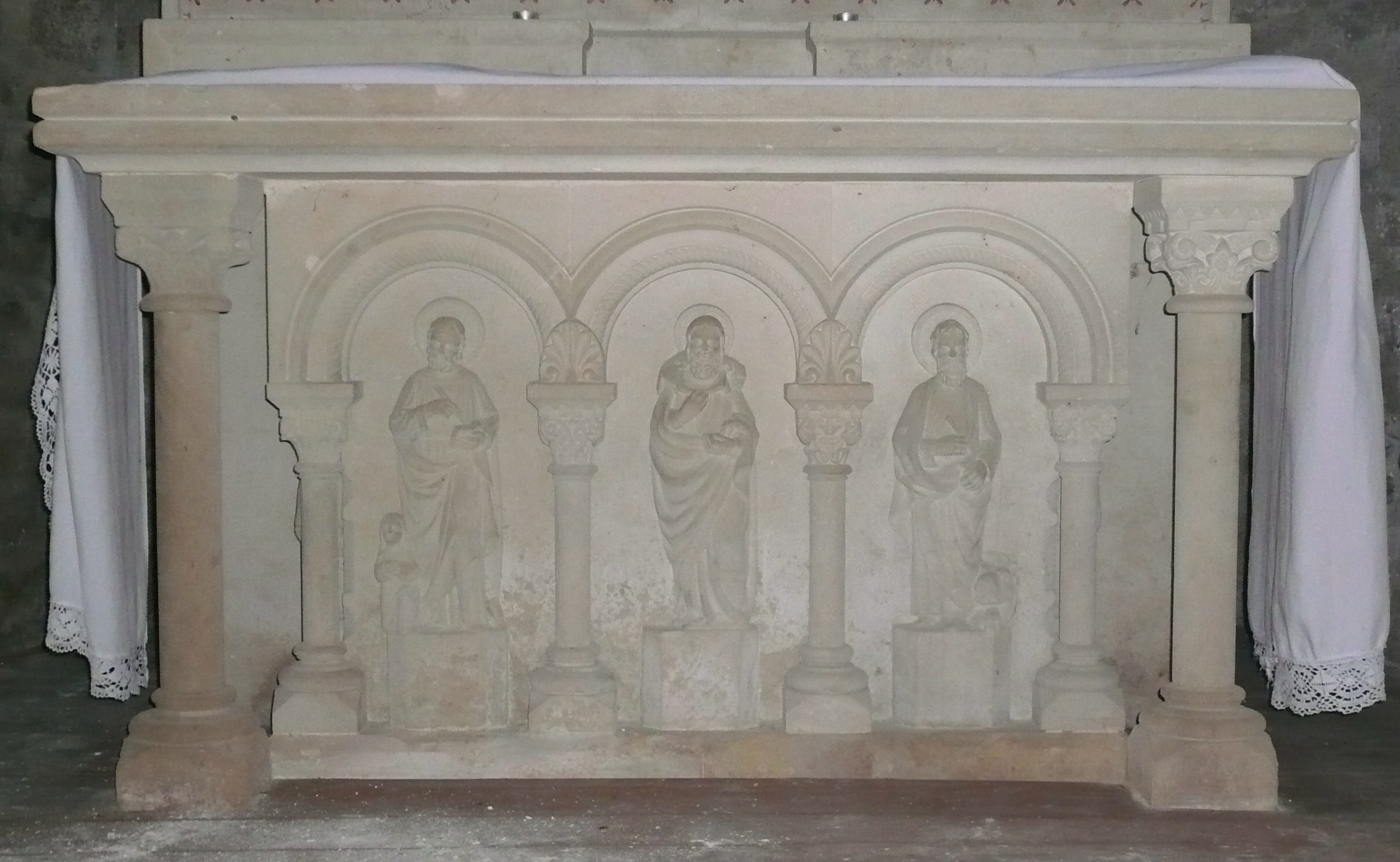
Sur le bas relief du maître autel sont représentés (de gauche à droite) : saint Matthieu, le Bon Pasteur et saint Jean l'évangéliste ?
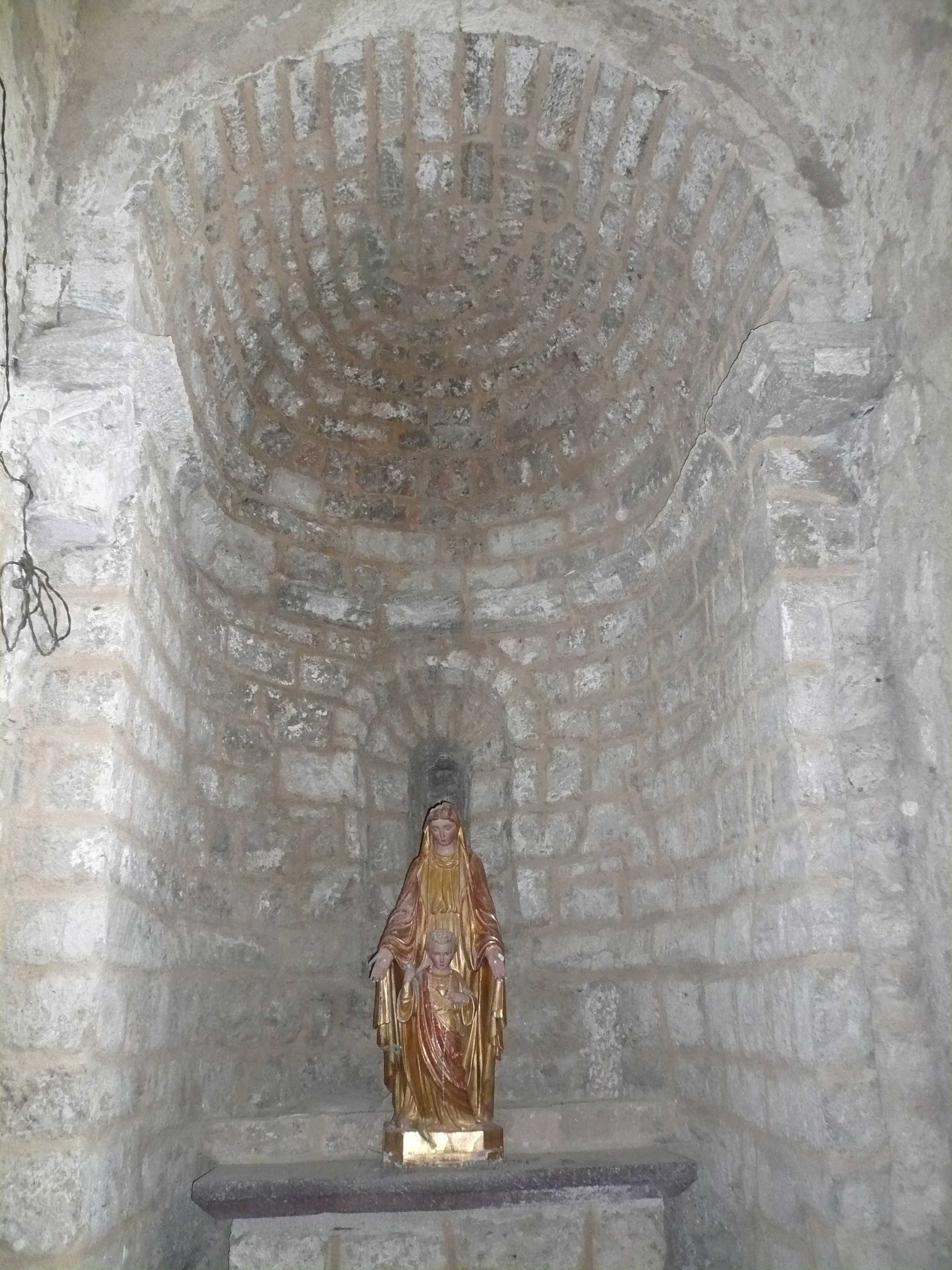
Chapelle de la Vierge Marie. Au centre, une statue de la Vierge à l'Enfant, Marie présente l'Enfant Jésus qui montre son Sacré-Cœur.

## Valorisation du patrimoine
Il existe un circuit de randonnée facile reliant les chapelles romanes proches d'Axiat, d'Unac, et de Vernaux.